# German Juniors 1992
Das German Juniors 1992 im Badminton fand vom 13. bis zum 15. März 1992 in der Sporthalle an der Berufsschule in Bottrop statt. Bottrop war damit nach 1991 zum zweiten Mal Ausrichter der Titelkämpfe. Es war die neunte Austragung des bedeutendsten internationalen Juniorenwettbewerbs in Deutschland. Veranstalter war der Deutsche Badminton-Verband. Das Turnier trug 1992 die vollständige Bezeichnung Tecno Pro German Open U18.

## Sieger und Platzierte
| Disziplin    | Gold                            | Silber                         | Bronze                            |
| ------------ | ------------------------------- | ------------------------------ | --------------------------------- |
| Herreneinzel | Dwi Aryanto                     | George Rimaldi                 | Kenneth Jonassen                  |
| Herreneinzel | Dwi Aryanto                     | George Rimaldi                 | Steven Isaac                      |
| Dameneinzel  | Lidya Djaelawijaya              | Meiluawati                     | Lone Sørensen                     |
| Dameneinzel  | Lidya Djaelawijaya              | Meiluawati                     | Nina Bruns                        |
| Herrendoppel | Cun Cun Haryono Victo Wibowo    | Dadan Hidayat Kurnia           | Naoshige Kataoka Mizuho Narushima |
| Herrendoppel | Cun Cun Haryono Victo Wibowo    | Dadan Hidayat Kurnia           | Kenneth Jonassen Jesper Thomsen   |
| Damendoppel  | Nicola Jordan Tracey Hallam     | Lone Sørensen Jeanette Thomsen | Julie Boe Helle Bo Nielsen        |
| Damendoppel  | Nicola Jordan Tracey Hallam     | Lone Sørensen Jeanette Thomsen | Emma Chaffin Louise Richards      |
| Mixed        | Jesper Thomsen Jeanette Thomsen | Kenneth Jonassen Lone Sørensen | Thomas Stavngaard Julie Boe       |
| Mixed        | Jesper Thomsen Jeanette Thomsen | Kenneth Jonassen Lone Sørensen | Torben Jensen Helle Bo Nielsen    |